# Kostanjica (Chorwacja)
Kostanjica (wł. Castagna) – wieś w Chorwacji, w żupanii istryjskiej, w gminie Grožnjan. W 2011 roku liczyła 48 mieszkańców.